# Dannemare Kirke
Dannemare Kirke neoromantisk kirke i landsbyen Dannemare omkring 12 km syd for Nakskov på Lolland. Den er bygget i 1897, hvor den erstattede den tidligere romanske kirke, som var brændt i 1895.

## Historie
Den tidligere romanske kirke fra omkring år 1200 var en af Lolland ældste murstenskirker. Den var ejet af kronen efter reformationen, men i 1698 blev den overført til Bådesgård gods, som senere var ejet af Charlotte Amalie. Efter hendes død overgik ejendommen til staten i 1784, indtil den igen blev givet tilbage til de lokale bøner. I 1913 blev kirken selvstændig.
Den tidligere bygning blev voldsomt skadet af en brand, der foregik den 5. april 1895 vest for kirke. En stor del af kirken var relativt intakt, men man valgte alligevel er rive den resterende dele ned, da man opførte en ny kirke, frem for at inkorporere dem i et bygningsværk. Den nye kirke blev tegnet af arkitekt Aage Langeland-Mathiesen (1868–1933), og den stod færdig i 1897.